# فرنسيسكو خوسيه باتشيكو
فرنسيسكو خوسيه باتشيكو (بالإسبانية: Francisco José Pacheco)‏ هو دراج إسباني، ولد في 27 مارس 1982 في بلنسية في إسبانيا.

## وصلات خارجية
- فرنسيسكو خوسيه باتشيكو على موقع الاتحاد الدولي للدراجات (الإنجليزية)
- فرنسيسكو خوسيه باتشيكو على موقع أرشيف الدراجات (الإنجليزية)
- فرنسيسكو خوسيه باتشيكو على موقع إحصائيات الدراجات الإحترافية (الإنجليزية)
- فرنسيسكو خوسيه باتشيكو على موقع نسبة الدراجات (الإنجليزية)